# بيتر أونيل
بيتر أونيل (بالإنجليزية: Peter Charles Paire O'Neill )‏ (و. 1965  م) هو سياسي من بابوا غينيا الجديدة.

## مناصب
تولى منصب رئيس وزراء بابوا غينيا الجديدة (منذ 2 أغسطس 2011).

## التعليم
تعلم في University of Papua New Guinea ‏.

## جوائز
حصل على جوائز منها:
- شريك وسام القديس ميخائيل والقديس جورج.

| المناصب السياسية | المناصب السياسية                                  | المناصب السياسية |
| ---------------- | ------------------------------------------------- | ---------------- |
| سبقه Sam Abal    | رئيس وزراء بابوا غينيا الجديدة (7) 2 أغسطس 2011 - | تبعه             |

## روابط خارجية
- بيتر أونيل على موقع الموسوعة البريطانية (الإنجليزية)
- بيتر أونيل على موقع مونزينجر (الألمانية)